# Tim Keurntjes
Tim Keurntjes (Doetinchem, 13 maggio 1991) è un ex calciatore olandese, di ruolo difensore o centrocampista.

## Carriera
Ha giocato in Eredivisie con De Graafschap e Groningen, per un totale di 11 presenze senza reti.
Negli anni seguenti ha giocato invece nella seconda divisione olandese con Cambuur, Telstar, nuovamente De Graafschap e TOP Oss.
Si è ritirato al termine della stagione 2021-2022, all'età di 31 anni, dopo tre ulteriori stagioni trascorse nelle serie minori olandesi al MASV.